# 太田敬人
太田 敬人（おおた たかひと、1987年5月29日 - ）は、元プロサッカー選手、フットサル選手。富山県富山市出身。

## 人物・経歴
大原学園JaSRAに所属中にシンガポールクラブのトライアウトを受けるも契約に至らず、国内でプレイをする。その後タイのクラブを経て、カンボジア・リーグのプノンペン・クラウンFCに入団。日本人初のカンボジア・リーグ所属選手 となる。また選手の傍ら、同国でサッカースクール「GFA SORIYAサッカースクール」のコーチも務めている。
私生活では2017年にカンボジア人女性と結婚し、2019年には女児が誕生している。
2016年に古巣のポリス・コミッサリーに入団するも、チームの経営難の為3月で退団、前期はリーグの規定により同リーグ内の移籍ができないことを自身のブログで発表した。同年後半戦よりウエスタンプノンペンFCに所属。
2019年8月、台湾社会人甲級サッカーリーグの台北紅獅足球隊に移籍。
2020年7月、ラオプレミアリーグのマスター7FCに移籍。
2021年、カンボジア・メコーフットサルリーグのARIGATO UNITED フットサルクラブの代表兼選手に就任。

## 所属クラブ
- 富山県立水橋高等学校[1]
- 2006年 - 2008年  大原学園JaSRA
- 2008年  FC鈴鹿ランポーレ
- 2009年  ゴールズFC
- 2010年  バンコク・クリスチャン・カレッジFC
- 2011年2月 - 4月  Sakaeo City FC
- 2011年6月 - 10月  プノンペン・クラウンFC[1]
- 2012年 - 2013年  ポリス・コミッサリー[1]
- 2014年  ビルド・ブライト・ユナイテッド[8]
- 2015年 - 2015年7月  ミニスタリー・オブ・ナショナル・ディフェンスFC
- 2015年8月 - 2015年12月  CMAC ユナイテッド FC
- 2016年2月 - 3月  ポリス・コミッサリー[9]
- 2016年6月 - 12月  ウエスタンプノンペンFC
- 2017年2月 - 5月  CMAC ユナイテッド FC
- 2018年  ウエスタンプノンペンFC
- 2019年2月 - 7月  キリボン・ソクセンシャイFC
- 2019年8月 - 12月  台北紅獅足球隊（中国語版）
- 2020年  マスター7FC
- 2022年 -  ARIGATO UNITED フットサルクラブ（フットサル）